# Pallanuoto ai XVIII Giochi panamericani
I tornei di pallanuoto ai XVIII Giochi panamericani 2019 si sono svolti a Lima, in Perù, dal 4 al 10 agosto 2019.
Hanno partecipato alla competizione otto squadre per il torneo maschile e otto per quello femminile. Sono stati disputati due gironi preliminari dove nessuna squadra veniva eliminata per la corsa alla medaglia d'oro, ma che servivano per definire la griglia per i quarti di finale a eliminazione diretta. Le vincitrici dei due tornei sono automaticamente qualificate per i Giochi olimpici di Tokyo del 2020, mentre le finaliste sono qualificate per il torneo di qualificazione preolimpico che si svolge tra il 29 marzo e il 5 aprile 2020.

## Torneo maschile

### Fase preliminare

#### Gruppo A
| Squadra     | Pti | G | V | P | S | GF | GS | Diff |
| ----------- | --- | - | - | - | - | -- | -- | ---- |
| Stati Uniti | 6   | 3 | 3 | 0 | 0 | 58 | 18 | +40  |
| Canada      | 4   | 3 | 2 | 0 | 1 | 51 | 31 | +20  |
| Cuba        | 2   | 3 | 1 | 0 | 2 | 27 | 49 | -22  |
| Porto Rico  | 0   | 3 | 0 | 0 | 3 | 16 | 54 | -38  |

Risultati
| Data     | Partita     | Partita | Partita    |
| -------- | ----------- | ------- | ---------- |
| 4 agosto | Stati Uniti | 21 - 6  | Cuba       |
| 4 agosto | Porto Rico  | 7 - 20  | Canada     |
| 5 agosto | Stati Uniti | 13 - 11 | Canada     |
| 5 agosto | Cuba        | 10 - 8  | Porto Rico |
| 6 agosto | Canada      | 20 - 11 | Cuba       |
| 6 agosto | Porto Rico  | 1 - 24  | Porto Rico |

#### Gruppo B
| Squadra   | Pti | G | V | P | S | GF | GS | Diff |
| --------- | --- | - | - | - | - | -- | -- | ---- |
| Brasile   | 6   | 3 | 3 | 0 | 0 | 36 | 14 | +22  |
| Argentina | 4   | 3 | 2 | 0 | 1 | 32 | 29 | +3   |
| Messico   | 2   | 3 | 1 | 0 | 2 | 30 | 31 | -1   |
| Perù      | 0   | 3 | 0 | 0 | 3 | 16 | 40 | -24  |

Risultati
| Data     | Partita   | Partita | Partita   |
| -------- | --------- | ------- | --------- |
| 4 agosto | Perù      | 2 - 24  | Brasile   |
| 4 agosto | Messico   | 11 - 13 | Argentina |
| 5 agosto | Brasile   | 10 - 5  | Messico   |
| 5 agosto | Argentina | 12 - 6  | Perù      |
| 6 agosto | Messico   | 14 - 8  | Perù      |
| 6 agosto | Argentina | 7 -12   | Brasile   |

### Fase finale
|  | Quarti di finale | Quarti di finale |           |           | Semifinali                | Semifinali                |  |  | Finale    | Finale |
|  |                  |                  |           |           |                           |                           |  |  |           |        |
|  | 8 agosto         |                  |           |           |                           |                           |  |  |           |        |
|  |                  |                  |           |           |                           |                           |  |  |           |        |
|  | Canada           | 13               |           |           |                           |                           |  |  |           |        |
|  | Canada           | 13               | 9 agosto  |           |                           |                           |  |  |           |        |
|  | Messico          | 11               |           |           |                           |                           |  |  |           |        |
|  | Messico          | 11               | Canada    | 8         |                           |                           |  |  |           |        |
|  | 8 agosto         |                  | Canada    | 8         |                           |                           |  |  |           |        |
|  |                  | Brasile          | 7         |           |                           |                           |  |  |           |        |
|  | Porto Rico       | Brasile          | 7         | 4         |                           |                           |  |  |           |        |
|  | Porto Rico       |                  | 10 agosto | 4         |                           |                           |  |  |           |        |
|  | Brasile          | 15               |           |           |                           |                           |  |  |           |        |
|  | Brasile          | 15               | Canada    | 6         |                           |                           |  |  |           |        |
|  | 8 agosto         |                  | Canada    | 6         |                           |                           |  |  |           |        |
|  |                  | Stati Uniti      | 18        |           |                           |                           |  |  |           |        |
|  | Cuba             | Stati Uniti      | 18        | 7         |                           |                           |  |  |           |        |
|  | Cuba             | 9 agosto         |           | 7         |                           |                           |  |  |           |        |
|  | Argentina        | 9                |           |           |                           |                           |  |  |           |        |
|  | Argentina        | 9                | Argentina | 1         | Finale per il terzo posto | Finale per il terzo posto |  |  |           |        |
|  | 8 agosto         |                  | Argentina | 1         | Finale per il terzo posto | Finale per il terzo posto |  |  |           |        |
|  |                  | Stati Uniti      | 17        |           |                           |                           |  |  |           |        |
|  | Stati Uniti      | Stati Uniti      | 17        | 24        | Brasile                   | 9                         |  |  |           |        |
|  | Stati Uniti      |                  |           | 24        | Brasile                   | 9                         |  |  |           |        |
|  | Perù             | 2                |           | Argentina | 6                         |                           |  |  |           |        |
|  | Perù             | 2                |           |           | 6                         |                           |  |  |           |        |
|  |                  |                  |           |           |                           |                           |  |  | 10 agosto |        |
|  |                  |                  |           |           |                           |                           |  |  |           |        |

#### Tabellone 5º - 8º posto
|  | Semifinali | Semifinali | Semifinali |      |            | Finale 5º posto | Finale 5º posto | Finale 5º posto |  |
|  |            |            |            |      |            |                 |                 |                 |  |
|  | Messico    | Messico    | 14         |      |            |                 |                 |                 |  |
|  | Messico    | Messico    | 14         |      |            |                 |                 |                 |  |
|  | Porto Rico | Porto Rico | 15         |      |            |                 |                 |                 |  |
|  | Porto Rico | Porto Rico | 15         |      | Porto Rico | Porto Rico      | 7               |                 |  |
|  |            |            |            |      | Porto Rico | Porto Rico      | 7               |                 |  |
|  |            |            | Cuba       | Cuba | 8          |                 |                 |                 |  |
|  | Cuba       | Cuba       | Cuba       | Cuba | 8          | 17              |                 |                 |  |
|  | Cuba       | Cuba       |            |      |            | 17              |                 |                 |  |
|  | Perù       | Perù       | 5          |      |            | Finale 7º posto | Finale 7º posto | Finale 7º posto |  |
|  | Perù       | Perù       | 5          |      |            |                 |                 |                 |  |
|  |            |            |            |      |            |                 |                 |                 |  |
|  |            |            |            |      |            | Messico         | Messico         | 16              |  |
|  |            |            |            |      |            | Messico         | Messico         | 16              |  |
|  |            |            |            |      |            | Perù            | Perù            | 5               |  |

### Risultati

#### Quarti di finale
| Lima 8 agosto 2019 | Canada | 13 – 11 (4–4, 3–4, 3–2, 3–1) referto | Messico |  |

| Lima 8 agosto 2019 | Cuba | 7 – 9 (1–2, 2–3, 2–2, 2–2) referto | Argentina |  |

| Lima 8 agosto 2019 | Stati Uniti | 24 – 2 (4–0, 8–2, 6–0, 6–0) referto | Perù |  |

| Lima 8 agosto 2019 | Porto Rico | 4 – 15 (1–5, 1–4, 1–4, 1–2) referto | Brasile |  |

#### Semifinali 5º-8º posto
| Lima 9 agosto 2019 | Messico | 14 – 15 (d.t.s.) (4-5, 5-5, 1-2, 3-1, 1-2) referto | Porto Rico |  |

| Lima 9 agosto 2019 | Cuba | 17 – 5 (5-1, 0-0, 5-1, 7-3) referto | Perù |  |

#### Semifinali 1º-4º posto
| Lima 9 agosto 2019 | Canada | 8 – 7 (3-1, 0-0, 1-3, 4-3) referto | Brasile |  |

| Lima 9 agosto 2019 | Argentina | 1 – 17 [0-4, 0-4, 1-6, 0-3 referto] | Stati Uniti |  |

#### Finali
- 7º posto

| Lima 10 agosto 2019 | Messico | 16 – 5 (4–0, 4–0, 5–3, 3–2) referto | Perù |  |

- 5º posto

| Lima 10 agosto 2019 | Porto Rico | 7 – 8 (2–3, 2–3, 1–1, 2–1) referto | Cuba |  |

- Finale per il Bronzo

| Lima 10 agosto 2019 | Brasile | 9 – 6 (2–1, 2–0, 2–2, 3–3) referto | Argentina |  |

- Finale per l'Oro

| Lima 10 agosto 2019 | Canada | 6 – 18 (1–4, 1–6, 1–2, 3–6) referto | Stati Uniti |  |

### Classifica finale
| Pos     | Squadre     |
| ------- | ----------- |
| Oro     | Stati Uniti |
| Argento | Canada      |
| Bronzo  | Brasile     |
| 4       | Argentina   |
| 5       | Cuba        |
| 6       | Porto Rico  |
| 7       | Messico     |
| 8       | Perù        |

## Torneo femminile

### Fase preliminare

#### Gruppo A
| Squadra     | Pti | G | V | P | S | GF | GS | Diff |
| ----------- | --- | - | - | - | - | -- | -- | ---- |
| Stati Uniti | 6   | 3 | 3 | 0 | 0 | 66 | 10 | +56  |
| Brasile     | 4   | 3 | 2 | 0 | 1 | 31 | 32 | -1   |
| Porto Rico  | 2   | 3 | 1 | 0 | 2 | 20 | 40 | -20  |
| Venezuela   | 0   | 3 | 0 | 0 | 3 | 12 | 47 | -35  |

Risultati
| Data     | Partita     | Partita | Partita     |
| -------- | ----------- | ------- | ----------- |
| 4 agosto | Brasile     | 15 - 4  | Venezuela   |
| 4 agosto | Porto Rico  | 3 - 23  | Stati Uniti |
| 5 agosto | Porto Rico  | 9 - 5   | Venezuela   |
| 5 agosto | Stati Uniti | 20 - 4  | Brasile     |
| 6 agosto | Porto Rico  | 8 - 12  | Brasile     |
| 6 agosto | Stati Uniti | 23 - 3  | Venezuela   |

#### Gruppo B
| Squadra   | Pti | G | V | P | S | GF | GS | Diff |
| --------- | --- | - | - | - | - | -- | -- | ---- |
| Canada    | 6   | 3 | 3 | 0 | 0 | 75 | 13 | +62  |
| Cuba      | 4   | 3 | 2 | 0 | 1 | 37 | 29 | +8   |
| Venezuela | 2   | 3 | 1 | 0 | 2 | 32 | 41 | -9   |
| Perù      | 0   | 3 | 0 | 0 | 3 | 8  | 69 | -61  |

Risultati
| Data     | Partita | Partita | Partita |
| -------- | ------- | ------- | ------- |
| 4 agosto | Canada  | 20 - 5  | Cuba    |
| 4 agosto | Perù    | 1 - 22  | Messico |
| 5 agosto | Canada  | 28 -    | Perù    |
| 5 agosto | Cuba    | 13 - 4  | Messico |
| 6 agosto | Perù    | 5 - 19  | Cuba    |
| 6 agosto | Canada  | 27 - 6  | Messico |

### Fase finale
|  | Quarti di finale | Quarti di finale |           |      | Semifinali                | Semifinali                |  |  | Finale    | Finale |
|  |                  |                  |           |      |                           |                           |  |  |           |        |
|  | 8 agosto         |                  |           |      |                           |                           |  |  |           |        |
|  |                  |                  |           |      |                           |                           |  |  |           |        |
|  | Brasile          | 13               |           |      |                           |                           |  |  |           |        |
|  | Brasile          | 13               | 9 agosto  |      |                           |                           |  |  |           |        |
|  | Messico          | 3                |           |      |                           |                           |  |  |           |        |
|  | Messico          | 3                | Canada    | 19   |                           |                           |  |  |           |        |
|  | 8 agosto         |                  | Canada    | 19   |                           |                           |  |  |           |        |
|  |                  | Brasile          | 5         |      |                           |                           |  |  |           |        |
|  | Venezuela        | Brasile          | 5         | 3    |                           |                           |  |  |           |        |
|  | Venezuela        |                  | 10 agosto | 3    |                           |                           |  |  |           |        |
|  | Canada           | 22               |           |      |                           |                           |  |  |           |        |
|  | Canada           | 22               | Canada    | 4    |                           |                           |  |  |           |        |
|  | 8 agosto         |                  | Canada    | 4    |                           |                           |  |  |           |        |
|  |                  | Stati Uniti      | 24        |      |                           |                           |  |  |           |        |
|  | Cuba             | Stati Uniti      | 24        | 14   |                           |                           |  |  |           |        |
|  | Cuba             | 9 agosto         |           | 14   |                           |                           |  |  |           |        |
|  | Porto Rico       | 5                |           |      |                           |                           |  |  |           |        |
|  | Porto Rico       | 5                | Cuba      | 7    | Finale per il terzo posto | Finale per il terzo posto |  |  |           |        |
|  | 8 agosto         |                  | Cuba      | 7    | Finale per il terzo posto | Finale per il terzo posto |  |  |           |        |
|  |                  | Stati Uniti      | 31        |      |                           |                           |  |  |           |        |
|  | Stati Uniti      | Stati Uniti      | 31        | 21   | Brasile                   | 8                         |  |  |           |        |
|  | Stati Uniti      |                  |           | 21   | Brasile                   | 8                         |  |  |           |        |
|  | Perù             | 3                |           | Cuba | 7                         |                           |  |  |           |        |
|  | Perù             | 3                |           |      | 7                         |                           |  |  |           |        |
|  |                  |                  |           |      |                           |                           |  |  | 10 agosto |        |
|  |                  |                  |           |      |                           |                           |  |  |           |        |

#### Tabellone 5º - 8º posto
|  | Semifinali | Semifinali | Semifinali |            |         | Finale 5º posto | Finale 5º posto | Finale 5º posto |  |
|  |            |            |            |            |         |                 |                 |                 |  |
|  | Messico    | Messico    | 13         |            |         |                 |                 |                 |  |
|  | Messico    | Messico    | 13         |            |         |                 |                 |                 |  |
|  | Venezuela  | Venezuela  | 6          |            |         |                 |                 |                 |  |
|  | Venezuela  | Venezuela  | 6          |            | Messico | Messico         | 12              |                 |  |
|  |            |            |            |            | Messico | Messico         | 12              |                 |  |
|  |            |            | Porto Rico | Porto Rico | 13      |                 |                 |                 |  |
|  | Porto Rico | Porto Rico | Porto Rico | Porto Rico | 13      | 15              |                 |                 |  |
|  | Porto Rico | Porto Rico |            |            |         | 15              |                 |                 |  |
|  | Perù       | Perù       | 4          |            |         | Finale 7º posto | Finale 7º posto | Finale 7º posto |  |
|  | Perù       | Perù       | 4          |            |         |                 |                 |                 |  |
|  |            |            |            |            |         |                 |                 |                 |  |
|  |            |            |            |            |         | Venezuela       | Venezuela       | 14              |  |
|  |            |            |            |            |         | Venezuela       | Venezuela       | 14              |  |
|  |            |            |            |            |         | Perù            | Perù            | 7               |  |

### Risultati

#### Quarti di finale
| Lima 8 agosto 2019 | Brasile | 13 – 3 (2-1, 2-1, 4-0, 5-1) referto | Messico |  |

| Lima 8 agosto 2019 | Venezuela | 3 – 22 (0-8, 2-4, 0-6, 1-4) referto | Canada |  |

| Lima 8 agosto 2019 | Stati Uniti | 24 – 2 (4–0, 8–2, 6–0, 6–0) referto | Perù |  |

| Lima 8 agosto 2019 | Porto Rico | 5 – 14 (1–4, 1–2, 1–4, 2-4) referto | Cuba |  |

#### Semifinali 5º-8º posto
| Lima 9 agosto 2019 | Messico | 13 – 6 (5-1, 1-3, 4-0, 3-2) referto | Venezuela |  |

| Lima 9 agosto 2019 | Porto Rico | 15 – 4 (3-0, 4-1, 3-1, 5-2) referto | Perù |  |

#### Semifinali 1º-4º posto
| Lima 9 agosto 2019 | Canada | 19 – 5 (4-1, 5-3, 5-1, 5-0) referto | Brasile |  |

| Lima 9 agosto 2019 | Cuba | 7 – 31 (2-9, 3-5, 0-11, 2-6) referto | Stati Uniti |  |

#### Finali
- 7º posto

| Lima 10 agosto 2019 | Venezuela | 14 – 7 (3-3, 2-1, 5-1, 4-2) referto | Perù |  |

- 5º posto

| Lima 10 agosto 2019 | Messico | 12 – 13 (d.t.s.) (1-3, 3-2, 4-4, 2-1, 2-3) referto | Porto Rico |  |

- Finale per il Bronzo

| Lima 10 agosto 2019 | Brasile | 8 – 7 (0-1, 5-3, 2-2, 1-1) referto | Cuba |  |

- Finale per l'Oro

| Lima 10 agosto 2019 | Canada | 4 – 24 (1-6, 1-7, 1-10, 0-1) referto | Stati Uniti |  |

### Classifica finale
| Pos     | Squadre     |
| ------- | ----------- |
| Oro     | Stati Uniti |
| Argento | Canada      |
| Bronzo  | Brasile     |
| 4       | Cuba        |
| 5       | Porto Rico  |
| 6       | Messico     |
| 7       | Venezuela   |
| 8       | Perù        |